# Maja Kildemoes
Maja Ring Kildemoes (* 15. August 1996 in Næsby) ist eine dänische Fußballspielerin. Die in Abwehr und Mittelfeld einsetzbare Spielerin spielte von 2017 bis 2018 in der Damallsvenskan für Linköpings FC, seit 2020 bei Brøndby IF und seit 2015 in der dänischen Nationalmannschaft.

## Vereine
Kildemoes spielte zunächst bei Næsby BK in ihrer Geburtsstadt. 2013 wechselte sie zum Odense BK, der 2000 und 2001 die dänische Meisterschaft gewonnen hatte und 2014 das Pokalfinale erreichte, aber mit 1:3 gegen Brøndby IF verlor. 2016 gründete dessen Frauenabteilung mangels Unterstützung durch den Verein einen eigenen Verein, Odense Q. Zur Saison 2017 wechselte sie zum schwedischen Meister Linköpings FC. Am 24. Mai 2017 erzielte sie vier Tore beim 5:1-Sieg im Liga-Spiel gegen Kopparbergs/Göteborg FC. Nach der Saison 2018 verließ sie den Verein.

## Nationalmannschaften
Am 22. und 24. März 2011 hatte sie ihre ersten Einsätze in der dänischen U-17-Mannschaft gegen Norwegen, verlor aber beide Spiele (0:4 und 1:2). Nach zwei Spielen in der zweiten Qualifikationsrunde für die U-17-Fußball-Europameisterschaft der Frauen 2011 im April, die erfolglos verlief, hatte sie am 13. Mai 2011 ihren ersten Einsatz in der dänischen U-16-Mannschaft, mit der sie dann im Juli am Nordic Cup 2011 teilnahm. Nach zwei Freundschaftsspielen mit der U-17-Mannschaft im September gegen Wales, die mit 3:0 und 5:0 gewonnen wurden, nahm sie an der ersten Runde der Qualifikation für die U-17-EM 2012 teil. Mit zwei Siegen und einem Remis qualifizierten sich die Däninnen für die zweite Qualifikationsrunde, die sie im Frühjahr 2012 ebenso erfolgreich abschlossen. Bei der Endrunde verloren sie das Halbfinale dann aber mit 0:2 gegen Rekordeuropameister Deutschland. Im Spiel um Platz 3 gegen Gastgeber Schweiz konnten sie nach torlosen 80 Minuten das Elfmeterschießen für sich entscheiden. Anschließend nahm sie an den beiden Qualifikationsrunden für die U-17-EM 2013 teil. Während sie in der ersten Runde in Mazedonien mit drei Siegen und 12:0 Toren Gruppensieger wurden, konnten sie in der zweiten Runde nur gegen Titelverteidiger Deutschland gewinnen, wobei sie den 2:1-Siegtreffer mit ihrem ersten Länderspieltor erzielte. Gegen Belgien und die Niederlande reichte es aber nur zu Remis. Damit wurden sie ungeschlagen Gruppendritte und verpassten ebenso wie die Titelverteidigerinnen die Endrunde. Mit 26 Spielen beendete sie als Rekordnationalspielerin ihre Zeit in der U-17-Mannschaft.
Am 3. und 5. September 2013 spielte sie erstmals für die U-19-Mannschaft. Beide Spiele in der Schweiz gegen die Eidgenossinnen endeten 1:1. Im gleichen Monat kam sie zu zwei Einsätzen in der ersten Qualifikationsrunde für die U-19-EM 2014, in der sich die Mannschaft für die zweite Runde qualifizierte. In dieser im April 2014 in Finnland ausgetragenen Runde gelang aber nur gegen die Gastgeberinnen beim 2:2 ein Punktgewinn, gegen England und Serbien verloren sie jeweils mit 0:1. Im September 2014 überstand sie dann mit der U-19-Mannschaft in Baku mit drei Siegen die erste Qualifikationsrunde für die U-19-Fußball-Europameisterschaft der Frauen 2015. In der zweiten Runde im April 2015 konnten sie ebenfalls alle drei Spiele gewinnen und sich für die Endrunde der U-19-EM qualifizieren. In Israel verloren sie aber die ersten beiden Spiele gegen Frankreich und den späteren Sieger Schweden mit 0:1 und gewannen dann nur das bedeutungslose dritte Spiele gegen die Gastgeberinnen mit 2:1. Mit diesem Sieg endete am 21. Juli 2015 ihre Zeit in den Juniorinnen-Mannschaften.
Am 17. September 2015 kam sie bei einem Freundschaftsspiel gegen Rumänien dann zu ihrem ersten Einsatz in der A-Nationalelf als sie in der 69. Minute für Janni Arnth Jensen eingewechselt wurde und zwei Minuten später mit ihrem ersten A-Länderspieltor die 1:0-Führung erzielte (Endstand 2:0). In drei der nächsten vier Spiele, darunter zwei EM-Qualifikationsspiele, wurde sie ebenfalls eingewechselt. Beim 2016er Januar-Trainingslager in der Türkei spielte sie am 25. Januar gegen die Niederlande dann erstmals über 90 Minuten. Für den Algarve-Cup 2016 wurde sie ebenfalls berücksichtigt. Sie wurde aber in zwei Gruppenspielen und dem Spiel um Platz 7 nur eingewechselt. Die nächsten EM-Qualifikationsspiele fanden dann aber wieder ohne sie statt, stattdessen bestritt sie am 10. August 2016 ihr einziges Spiel für die U-23-Mannschaft, das mit 5:1 gegen Finnland gewonnen wurde. Beim Sincere-Cup 2016 in der Volksrepublik China wurde sie einmal aus- und zweimal eingewechselt. Beim Algarve-Cup 2017 hatte sie einen 90-minütigen Einsatz gegen die Gastgeberinnen und in der zweiten Halbzeit des Spiels um Platz 3 gegen Australien. In den drei folgenden Testspielen wurde sie auch jeweils eingewechselt und im Juni für die EM-Endrunde 2017 nominiert. Dort kam sie in fünf Spielen zum Einsatz. Im ersten Gruppenspiel wurde sie in der 59. Minute eingewechselt und erhielt 30 Minuten später die Gelbe Karte. Im zweiten Spiel wurde sie fünf Minuten später eingewechselt, erhielt diesmal aber bereits 13 Minuten später die Gelbe Karte, wodurch sie für das letzte Gruppenspiel gesperrt war. Im Viertelfinale gegen Deutschland, das die Däninnen mit 2:1 gewannen, stand sie dann erstmals im Turnier in der Startelf, wurde aber in der 66. Minute beim Stand von 1:1 ausgewechselt. Im Halbfinale gegen Österreich stand sie erneut in der Startelf, spielte diesmal aber nur 52 Minuten und hatte in der 36. Minute ihre dritte Gelbe Karte erhalten, womit sie die einzige Spielerin war, die im Turnierverlauf drei Gelbe Karten erhielt. Die Däninnen setzten sich danach im Elfmeterschießen durch und standen damit erstmals im Finale eines großen offiziellen Turniers. Hier trafen sie erneut auf die Gastgeberinnen und Maja stand auch hier in der Startelf, wurde aber in der 61. Minute beim Stand von 2:3 für Stürmerin Frederikke Thøgersen ausgewechselt. Diese konnte dem Spiel aber auch keine Wende mehr geben und am Ende verlor ihre Mannschaft mit 2:4. In der anschließenden Qualifikation für die WM 2019 kam sie zu vier Einsätzen. Die Däninnen scheiterten letztlich in den Playoffs an Europameister Niederlande.

## Erfolge
- Vize-Europameisterin 2017 mit Dänemark
- Schwedische Meisterin 2017